# Albert Ayat
Albert Jean Louis Ayat (Parigi, 7 marzo 1875 – Courbevoie, 2 dicembre 1935) è stato uno schermidore francese, vincitore di due titoli olimpici alle Olimpiadi del 1900.
In quelle Olimpiadi si svolsero gare di scherma distinte in due categorie, i dilettanti e i maestri d'armi, ossia istruttori professionisti. Albert Ayat si aggiudicò prima il titolo nella spada nella competizione riservata ai soli maestri, poi la vittoria nel campionato disputato tra i primi quattro classificati tra i dilettanti e i primi quattro tra i maestri. Tale vittoria gli fruttò un premio di 3.000 franchi.
Fu per molti anni il maestro del campione cubano Ramón Fonst.